# Národní památník Thaddeuse Kosciuszka
Národní památník Thaddeuse Kosciuszka ve Filadelfii v Pensylvánii připomíná život a dílo polského vlastence a hrdiny americké revoluce.

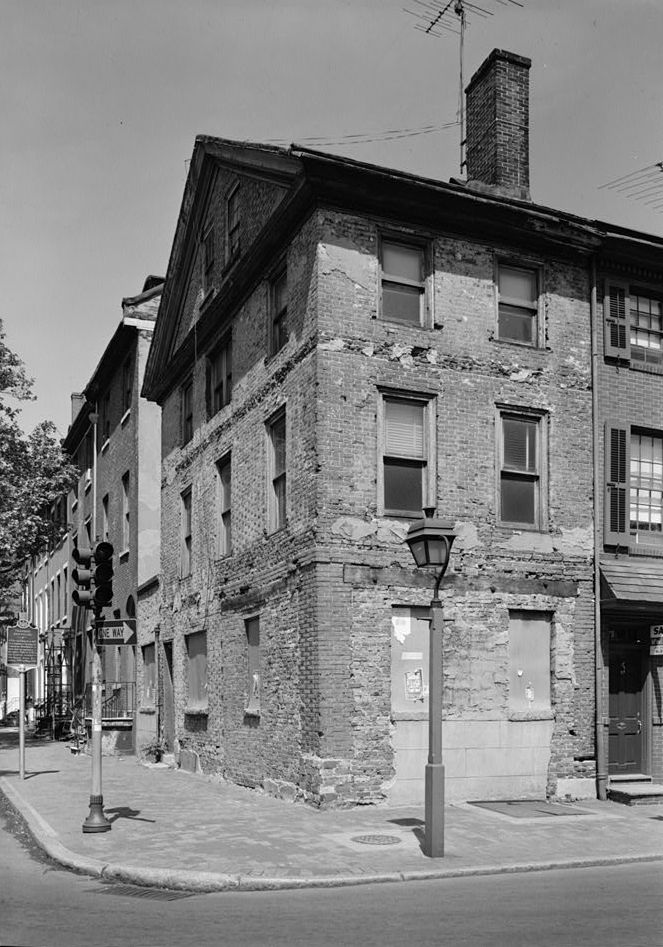
Dům Thaddeuse Kosciuszka v květnu 1972, před zrestaurováním

Kosciuszko se vrátil do Spojených států v srpnu 1797 jako hrdina poté, co byl vyhnán z rodného Polska, které bylo obsazeno Ruskem. Ubytoval se v domě, který nyní slouží jako jeho památník. Zde se zotavoval ze zranění, která utržil v okupovaném Polsku. V domě ho navštívila řada významných osobností včetně viceprezidenta Thomase Jeffersona, architekta Benjamina Latrobe, Williama Patersona (signatáře americké ústavy), indiánského náčelníka Malé želvy z kmene Miami indiánů, a mohawského náčelníka Josepha Branta. Následující rok se Kosciuszko vrátil do Evropy, aby podpořil obnovu rozděleného Polska.
Dům byl zapsán do Národního registru historických míst 18. prosince 1970. Národní památník byl schválen 21. října 1972. Je to nejmenší administrativní celek pod správou National Park Service. 